# Woomera (Australia Południowa)
Woomera – miasto w Australii, w stanie Australia Południowa.